# Список главных тренеров женской сборной России по футболу
Ниже представлен список главных тренеров женской национальной сборной России по футболу, их статистика и достижения с командой.
Женская сборная России была сформирована в 1992 году. В первые годы своего существования сборная добилась лучших своих достижений: выход в ¼ финала чемпионатов мира (дважды) и Европы (дважды) — и это в условиях постоянного соперничества с топовыми сборными мира: Бразилией, Германией, Китаем, Норвегией, США и Швеции.
Триумфаторами успехов сборной стали: Первый главный тренер сборной Олег Лапшин (руководивший с 1988 года сборными СССР и СНГ) и его преемник Юрий Быстрицкий.
За всю историю команды 8 человек официально занимали должность главного тренера и один тренер официально исполнял обязанности главного тренера (Владимир Антонов). Один из тренеров в прошлом выступал за сборную в качестве игрока (Елена Фомина).
В истории сборной было два тренера, не заключавших контракт на руководство сборной:
- Конфедерация футбола Бразилии пригласила к участию в турнире «Brazil Cup» (янв. 1996)[2] сборную России, но так как оперативно собрать сборную не представлялось возможным, то в футболках сборной России вышли игроки[3] ЦСК ВВС (Самара). К титулу команду привёл Александр Соловьёв, а помогал ему Виталий Шашков.
- 24 октября 2010 в товарищеском матче со сборной Украины во Владикавказе сборной руководил старший тренер Андрей Митин (главный тренер не приехал по семейным обстоятельствам)[4].

Юрий Красножан — вошёл в историю сборной России, как тренер портящий статистику: дебют в сборной прошёл успешно — победа в контрольном матче над сборной Индии 8:0, но затем последовали безликие игры: поражение от сборной Сербии 0:2 (до этого сборная России выиграла у Сербии 4 матча из 4, с разницей мячей 10-3) и ничья в московском матче со сборной Португалии (до этого сборная России выиграла у Португалии 8 матчей из 9, при одной ничьей в товарищеском матче в 2001 году, с разницей мячей 14-3).

## Список тренеров
По состоянию на 29 декабря 2020 года.
| М | количество сыгранных матчей | В | количество выигранных матчей | П | количество проигранных матчей | Н | количество ничьих |

Условные обозначения:
- ЧМ — чемпионат мира
- ЧЕ — чемпионат Европы

| № | Тренер            | Годы работы             | И  | В  | Н | П  | % В   | Турниры | Турниры  | Прим.       |
| - | ----------------- | ----------------------- | -- | -- | - | -- | ----- | ------- | -------- | ----------- |
| 1 | Олег Лапшин       | 1992—1994               | 14 | 7  | 4 | 3  | 64,29 | ЧЕ-1993 | ¼ финала |             |
| 1 | Олег Лапшин       | 1992—1994               | 14 | 7  | 4 | 3  | 64,29 | ЧЕ-1995 | ¼ финала |             |
| 2 | Юрий Быстрицкий   | 1994—2008               | 62 | 36 | 8 | 18 | 76,92 | ЧЕ-1997 | Группа   | [ 5 ]       |
| 2 | Юрий Быстрицкий   | 1994—2008               | 62 | 36 | 8 | 18 | 76,92 | ЧМ-1999 | ¼ финала | [ 5 ]       |
| 2 | Юрий Быстрицкий   | 1994—2008               | 62 | 36 | 8 | 18 | 76,92 | ЧЕ-2001 | Группа   | [ 5 ]       |
| 2 | Юрий Быстрицкий   | 1994—2008               | 62 | 36 | 8 | 18 | 76,92 | ЧМ-2003 | ¼ финала | [ 5 ]       |
| 2 | Юрий Быстрицкий   | 1994—2008               | 62 | 36 | 8 | 18 | 76,92 | ЧЕ-2005 | 2 раунд  | [ 5 ]       |
| 2 | Юрий Быстрицкий   | 1994—2008               | 62 | 36 | 8 | 18 | 76,92 | ЧМ-2007 | 1 раунд  | [ 5 ]       |
| 3 | Игорь Шалимов     | 20.05.2008 — 26.04.2011 | 17 | 10 | 2 | 5  | 64,71 | ЧЕ-2009 | Группа   | [ 6 ] [ 7 ] |
| 3 | Игорь Шалимов     | 20.05.2008 — 26.04.2011 | 17 | 10 | 2 | 5  | 64,71 | ЧМ-2011 | 1 раунд  | [ 6 ] [ 7 ] |
| 4 | Вера Паув         | 27.04.2011 — 14.09.2011 | —  | —  | — | —  | —     | —       | —        | [ 8 ]       |
| 5 | Фарид Бенстити    | 15.09.2011 — 04.07.2012 | 8  | 6  | 0 | 2  | 75,00 | ЧЕ-2013 | Группа   | [ 9 ]       |
| 6 | Владимир Антонов  | 05.07.2012 — 18.10.2012 | 2  | 1  | 1 | 0  | 75,00 | ЧЕ-2013 | Группа   | [ 10 ]      |
| 7 | Сергей Лаврентьев | 19.10.2012 — 30.09.2015 | 15 | 8  | 4 | 3  | 66,67 | ЧЕ-2013 | Группа   | [ 11 ]      |
| 7 | Сергей Лаврентьев | 19.10.2012 — 30.09.2015 | 15 | 8  | 4 | 3  | 66,67 | ЧМ-2015 | 1 раунд  | [ 11 ]      |
| 8 | Елена Фомина      | 01.10.2015 — 30.12.2020 | 29 | 17 | 3 | 9  | 63,79 | ЧЕ-2017 | Группа   | [ 12 ]      |
| 8 | Елена Фомина      | 01.10.2015 — 30.12.2020 | 29 | 17 | 3 | 9  | 63,79 | ЧМ-2019 | 1 раунд  | [ 12 ]      |
| 8 | Елена Фомина      | 01.10.2015 — 30.12.2020 | 29 | 17 | 3 | 9  | 63,79 | ЧЕ-2022 | Группа   | [ 12 ]      |
| 9 | Юрий Красножан    | 01.01.2021 — н. в.      | 2  | 1  | 1 | 0  | 75,00 | ЧЕ-2022 | Группа   | [ 13 ]      |

## Статистика по турнирам
По состоянию на 20 апреля 2021 года.
| М | количество сыгранных матчей | В | количество выигранных матчей | П | количество проигранных матчей | Н | количество ничьих |

| Тренер                     | Всего матчей | Чемпионат мира | Чемпионат мира | Чемпионат мира | Чемпионат мира | Отбор на чемпионат мира | Отбор на чемпионат мира | Отбор на чемпионат мира | Отбор на чемпионат мира | Чемпионат Европы | Чемпионат Европы | Чемпионат Европы | Чемпионат Европы | Отбор на чемпионат Европы | Отбор на чемпионат Европы | Отбор на чемпионат Европы | Отбор на чемпионат Европы | Товарищеские | Товарищеские | Товарищеские | Товарищеские | Тренировочные | Тренировочные | Тренировочные | Тренировочные |
| Тренер                     | Всего матчей | М              | В              | Н              | П              | М                       | В                       | Н                       | П                       | М                | В                | Н                | П                | М                         | В                         | Н                         | П                         | М            | В            | Н            | П            | М             | В             | Н             | П             |
| -------------------------- | ------------ | -------------- | -------------- | -------------- | -------------- | ----------------------- | ----------------------- | ----------------------- | ----------------------- | ---------------- | ---------------- | ---------------- | ---------------- | ------------------------- | ------------------------- | ------------------------- | ------------------------- | ------------ | ------------ | ------------ | ------------ | ------------- | ------------- | ------------- | ------------- |
| Юрий Быстрицкий            | 153          | 8              | 4              | 0              | 4              | 22                      | 15                      | 2                       | 5                       | 6                | 0                | 1                | 5                | 26                        | 17                        | 5                         | 4                         | 78           | 34           | 15           | 29           | 13            | 9             | 2             | 2             |
| Елена Фомина               | 69           | —              | —              | —              | —              | 8                       | 4                       | 1                       | 3                       | 3                | 1                | 0                | 2                | 18                        | 12                        | 2                         | 4                         | 36           | 9            | 4            | 23           | 4             | 0             | 3             | 1             |
| Олег Лапшин                | 50           | —              | —              | —              | —              | —                       | —                       | —                       | —                       | 4                | 0                | 1                | 3                | 10                        | 7                         | 3                         | 0                         | 24           | 9            | 4            | 11           | 12            | 9             | 2             | 1             |
| Игорь Шалимов              | 37           | —              | —              | —              | —              | 8                       | 6                       | 1                       | 1                       | 3                | 0                | 0                | 3                | 6                         | 4                         | 1                         | 1                         | 15           | 4            | 2            | 9            | 5             | 3             | 1             | 1             |
| Сергей Лаврентьев          | 34           | —              | —              | —              | —              | 10                      | 7                       | 1                       | 3                       | 3                | 0                | 2                | 1                | 2                         | 1                         | 1                         | 0                         | 17           | 6            | 1            | 10           | 2             | 1             | 0             | 1             |
| Фарид Бенстити             | 10           | —              | —              | —              | —              | —                       | —                       | —                       | —                       | —                | —                | —                | —                | 8                         | 6                         | 0                         | 2                         | 2            | 2            | 0            | 0            | —             | —             | —             | —             |
| Юрий Красножан             | 4            | —              | —              | —              | —              | —                       | —                       | —                       | —                       | —                | —                | —                | —                | 2                         | 1                         | 1                         | 0                         | 2            | 1            | 0            | 1            | —             | —             | —             | —             |
| Вера Паув                  | 4            | —              | —              | —              | —              | —                       | —                       | —                       | —                       | —                | —                | —                | —                | —                         | —                         | —                         | —                         | 4            | 0            | 2            | 2            | —             | —             | —             | —             |
| и. о. Владимир Антонов     | 3            | —              | —              | —              | —              | —                       | —                       | —                       | —                       | —                | —                | —                | —                | 2                         | 1                         | 1                         | 0                         | 1            | 0            | 0            | 1            | —             | —             | —             | —             |
| и. о. Александр Соловьёв † | 3            | —              | —              | —              | —              | —                       | —                       | —                       | —                       | —                | —                | —                | —                | —                         | —                         | —                         | —                         | 3            | 1            | 0            | 2            | —             | —             | —             | —             |
| и. о. Андрей Митин         | 1            | —              | —              | —              | —              | —                       | —                       | —                       | —                       | —                | —                | —                | —                | —                         | —                         | —                         | —                         | 1            | 1            | 0            | 0            | —             | —             | —             | —             |